# NK Budućnost Gorjani
NK Budućnost je nogometni klub iz Gorjana. 
Trenutno se natječe u 2. ŽNL osječko-baranjskoj, Nogometnog središta Đakovo. 

## Statistika u prvenstvima od sezone 2017./18.
| Sezona    | Rang | Liga                                | Pozicija | Utakmice | Pobjede | Neodlučeno | Porazi | Postignuti golovi | Primljeni golovi | Bodovi  |
| 2017./18. | 6    | 2. ŽNL Osječko-baranjska, NS Đakovo | 13.      | 26       | 6       | 5          | 15     | 36                | 79               | 22 (–1) |